# Big Poppa
Big Poppa ist ein Lied des US-amerikanischen Rappers The Notorious B.I.G. Der Song ist die zweite Singleauskopplung seines Debütalbums Ready to Die und wurde am 30. Dezember 1994 veröffentlicht.

## Inhalt
Textlich ist Big Poppa dem Genre Gangsta-Rap zuzuordnen. The Notorious B.I.G. inszeniert sich dabei als Frauenheld, der dank seiner Ausstrahlung und seines Reichtums zahlreiche Frauen im Club verführt und später mit ihnen in seiner Villa sexuelle Handlungen vollzieht. Andere Männer seien dabei keine Konkurrenz für ihn, da sie zu langweilig seien. Weitere Themen sind Drogen und Waffen. Der Titel „Big Poppa“ stellt einen der vielen Spitznamen des Rappers dar. Stilistisch markiert der Song durch seinen ruhigen Vortrag und die an G-Funk angelehnte Musik einen Gegensatz zu den meisten Liedern auf Ready to Die, die eher im Hardcore-Rap angesiedelt sind und aggressiv gerappt werden.

“I love it when you call me Big Poppa

Throw your hands in the air if you’s a true player

I love it when you call me Big Poppa

To the honeys gettin’ money, playin’ niggas like dummies

I love it when you call me Big Poppa

You got a gun up in your waist, please don’t shoot up the place (Why?)

’Cause I see some ladies tonight that should be havin’ my baby, baby”

## Produktion
Der Song wurde von dem Musikproduzenten Carl „Chucky“ Thompson, in Zusammenarbeit mit The Notorious B.I.G.s Entdecker Sean “Puffy” Combs, produziert. Dabei verwendeten sie ein Sample des Liedes Between the Sheets der US-amerikanischen Soul-Band The Isley Brothers, weshalb die Bandmitglieder neben The Notorious B.I.G. als Autoren von Big Poppa gelistet sind. Die Musik ist im G-Funk-Stil gehalten.

## Musikvideo
Bei dem zu Big Poppa gedrehten Musikvideo führte der US-amerikanische Regisseur Hype Williams zusammen mit Sean Combs Regie. Es verzeichnet auf YouTube über 280 Millionen Aufrufe (Stand Juni 2021).
Das Video spielt in einem Club, in dem eine Party stattfindet. The Notorious B.I.G. sitzt anfangs zusammen mit seiner Crew und einigen Frauen an einem Tisch und trinkt Alkohol, während er den Song rappt. Sein Mentor Sean Combs und der Rapper Busta Rhymes befinden sich ebenfalls unter den Anwesenden. Schließlich steht The Notorious B.I.G. auf und geht auf die Tanzfläche, wo er mit einer Frau ins Gespräch kommt, die zuvor einen anderen Mann abgewiesen hat. Später ist Sean Combs zusammen mit einigen Frauen in einem Whirlpool zu sehen. Zwischendurch werden wiederholt feiernde Menschen im Club gezeigt, bevor The Notorious B.I.G. am Ende das Gebäude zusammen mit mehreren Frauen verlässt und der Schriftzug To Be Continued… eingeblendet wird.

## Single

### Covergestaltung
Das Singlecover zeigt im rechten Teil The Notorious B.I.G.s Gesicht, der den Betrachter mit ernstem Blick ansieht. Links im Hintergrund befindet sich dasselbe Kleinkind, das auch auf dem Cover zum zugehörigen Album Ready to Die zu sehen ist. Der Schriftzug the notorious B I G steht, von unten nach oben geschrieben, im linken Bildteil, während sich der Titel big poppa mittig im Vordergrund befindet. Der Hintergrund ist weiß gehalten.

### Titelliste
CD
1. Big Poppa (Club Mix) – 4:13
2. Warning (Club Mix) – 3:41
3. Big Poppa (Instrumental) – 4:13
4. Warning (Instrumental) – 3:41

Schallplatte
1. Big Poppa (Club Mix) – 4:13
2. Warning (Club Mix) – 3:41
3. Big Poppa (Instrumental) – 4:13
4. Big Poppa (Radio Edit) – 4:13
5. Warning (Radio Edit) – 2:57
6. Warning (Instrumental) – 3:41

### Chartplatzierungen
Big Poppa stieg am 14. Januar 1995 in die US-amerikanischen Charts ein und erreichte am 18. März 1995 mit Rang sechs die beste Platzierung. Somit ist es der erste Top-10-Hit des Rappers. Insgesamt hielt sich der Song 24 Wochen in den Top 100, davon sieben Wochen in den Top 10. Im Vereinigten Königreich belegte das Lied Platz 63 und konnte sich zwei Wochen in den Top 100 halten, wogegen Big Poppa die deutschen Charts verpasste. In den US-amerikanischen Single-Jahrescharts 1995 belegte das Lied Position 47.
| ChartsChartplatzierungen       | Höchstplatzierung | Wochen |
| ------------------------------ | ----------------- | ------ |
| Vereinigte Staaten (Billboard) | 6 (24 Wo.)        | 24     |
| Vereinigtes Königreich (OCC)   | 63 (2 Wo.)        | 2      |

| ChartsJahrescharts (1995)      | Platzierung |
| ------------------------------ | ----------- |
| Vereinigte Staaten (Billboard) | 47          |

### Auszeichnungen für Musikverkäufe
Big Poppa erhielt noch im Jahr 1995 für mehr als eine Million verkaufte Exemplare in den Vereinigten Staaten eine Platin-Schallplatte. Der zugehörige Mastertone wurde 2006 für über 500.000 Verkäufe mit Gold ausgezeichnet. Die digitale Single erhielt 2022 für mehr als sechs Millionen verkaufte Einheiten sechsfach-Platin. Im selben Jahr wurde der Song im Vereinigten Königreich für über 600.000 verkaufte Exemplare mit einer Platin-Schallplatte ausgezeichnet. Mit mehr als 8,9 Millionen zertifizierten Verkäufen ist es die erfolgreichste Single des Rappers.

| Land/Region                  | Auszeichnungen für Musikverkäufe (Land/Region, Auszeichnung, Verkäufe) | Verkäufe  |
| ---------------------------- | ---------------------------------------------------------------------- | --------- |
| Dänemark (IFPI)              | Gold                                                                   | 45.000    |
| Italien (FIMI)               | Gold                                                                   | 50.000    |
| Kanada (MC)                  | 7× Platin                                                              | 560.000   |
| Neuseeland (RMNZ)            | 5× Platin                                                              | 150.000   |
| Spanien (Promusicae)         | Gold                                                                   | 30.000    |
| Vereinigte Staaten (RIAA)    | Platin (Physisch) · + 6 × Platin (Digital) · + Gold (Mastertone)       | 7.500.000 |
| Vereinigtes Königreich (BPI) | Platin                                                                 | 600.000   |
| Insgesamt                    | 4× Gold · 20× Platin ·                                                 | 8.935.000 |

Bei den Grammy Awards 1996 wurde Big Poppa in der Kategorie Best Rap Solo Performance nominiert, unterlag jedoch dem Lied Gangsta’s Paradise von Coolio.